# Wojciech Wojda

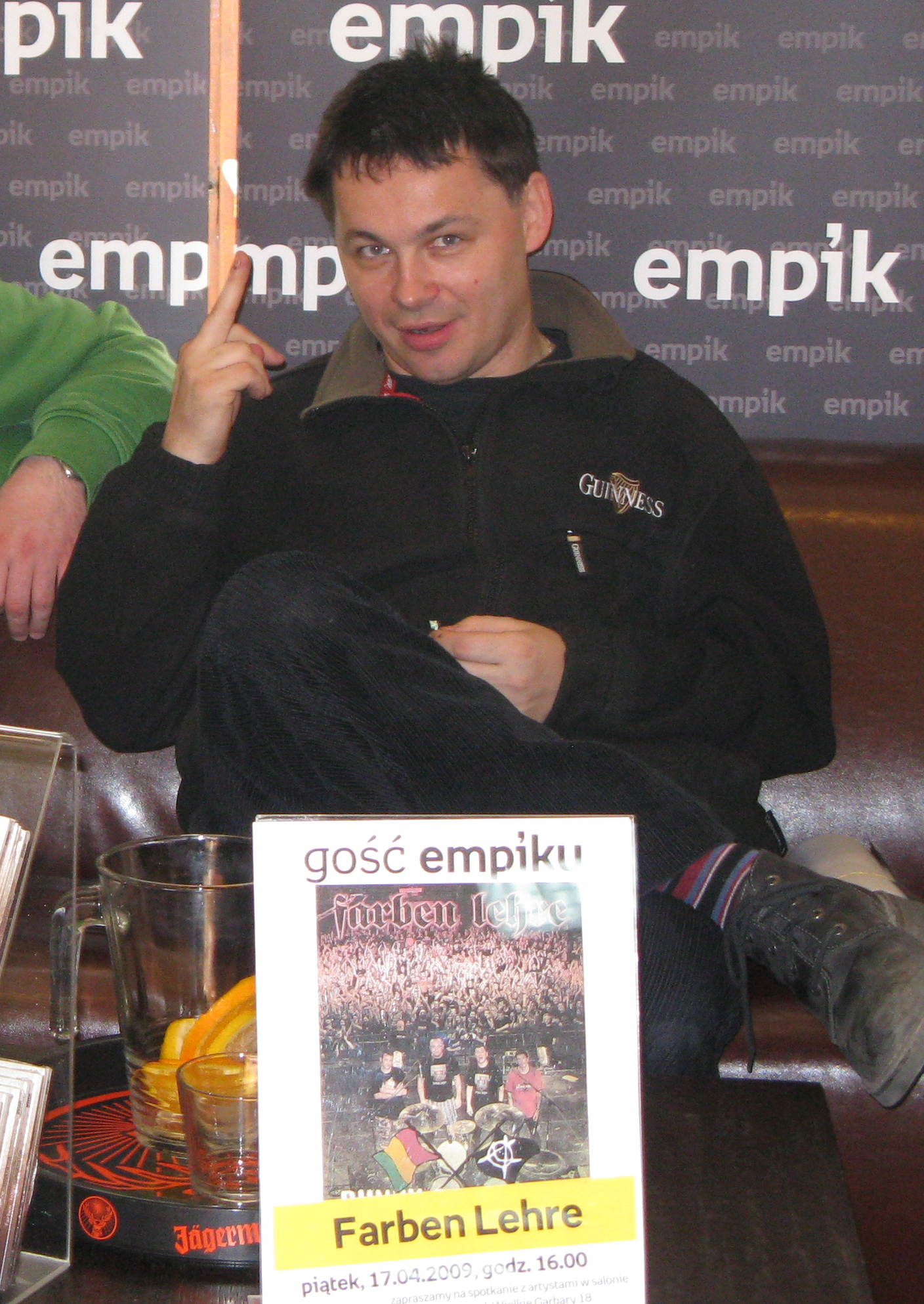
Wojciech Wojda

Wojciech Wojda (* 28. Dezember 1966 in Płock) 
ist ein polnischer Sänger und Songwriter. 
Wojda begann ein Geschichtsstudium an der Universität Warschau. Die erste Band, in der er spielte, war Dada Ak. 1986 war er Gründungsmitglied der Band Farben Lehre, die er bis heute leitet. 1996/97 spielte er auch in der Punkrockband The Butels.

Songs von Wojda wurden auch von Dritte Wahl (Gib Acht! 2010, Meer Singles 2021) und von Strajk (Lustro 1995) aufgenommen und aufgeführt. Auch war er als Manager von u. a. Kamil Bednarek, Abrad Abb und den Bands Raggafaya und Offensywa tätig. Als Keyboarder ist er auf dem Album Humanity (2021) des Filip Żółtowski Quartet zu hören.